# Erithophilus neopus
Erithophilus neopus is een duizendpotensoort uit de familie van de Geophilidae. De wetenschappelijke naam van de soort is voor het eerst geldig gepubliceerd in 1899 door Cook.